# Сборная Гваделупы по футболу
Сборная Гваделупы по футболу (фр. Sélection de la Guadeloupe de football) — представляет заморский регион Франции Гваделупу на международных соревнованиях. Гваделупа не входит в ФИФА, однако, по положению федерации футбола Франции имеет право выступать на региональных соревнованиях, а потому является членом КОНКАКАФ. Контролируется Гваделупской лигой футбола — отделением федерации футбола Франции.
По специальному правилу КОНКАКАФ, французские игроки с гваделупскими корнями могут играть за сборную Гваделупы только если они в течение пяти последних лет не выступали за сборную Франции. Футболисты, сыгравшие за сборную Гваделупы, не имеют в дальнейшем препятствий для игры за сборную Франции.
В 2007 году впервые участвовала в Золотом кубке КОНКАКАФ, вышла из группы, победила Коста-Рику в четвертьфинале и лишь в полуфинале была остановлена Мексикой с минимальным счётом 1:0. Два года спустя достигла четвертьфинала Золотого кубка КОНКАКАФ 2009. В Карибском кубке заняла 4-е (2007), 3-е (2008) и 2-е (2010) места.

## Участие вЗолотом кубке КОНКАКАФ
- 1991 — не прошла квалификацию
- 1993 — не прошла квалификацию
- 1996 — не прошла квалификацию
- 1998 — не принимала участия
- 2000 — не прошла квалификацию
- 2002 — не прошла квалификацию
- 2003 — не прошла квалификацию
- 2005 — не прошла квалификацию
- 2007 — 1/2 финала
- 2009 — 1/4 финала
- 2011 — групповой этап
- 2013 — не прошла квалификацию
- 2015 — не прошла квалификацию
- 2017 — не прошла квалификацию
- 2019 — не прошла квалификацию
- 2021 — групповой этап
- 2023 — групповой этап

## Форма

### Домашняя
| КОНКАКАФ 2021 | КОНКАКАФ 2023 |

### Гостевая
| КОНКАКАФ 2021 | КОНКАКАФ 2023 |

### Резервная
| КОНКАКАФ 2021 |

Источник: